# Исидор Киевски
Вижте пояснителната страница за други личности с името Исидор.
Исидор Киевски (на гръцки: Ισίδωρος του Κιέβου; на латински: Isidorus Kioviensis; на руски: Иси́дор Ки́евский, Isidor von Thessaloniki, * 1380/1390, Солун или Монемвасия, Византийска Гърция, Византия, † 27 април 1463, Рим, Папска държава), е църковен политик и гръцки епископ. Той е митрополит на Москва от 1437 до 1441 г., привърженик на църковния съюз от Флоренция.

## Произход и духовна кариера
Той е син на гръцки или елинизирани български родители. Получава теологично образование в манастира „Св. Деметриус“ в Константинопол. През 1434 г. е изпратен от византийския император Йоан VIII Палеолог на събора (концил) в Базел (1431 – 1449), за да получи подкрепата на папството в борбата против турците.
През 1437 г. Исидор е определен от гръцко-православния патриарх Йосиф II за митрополит на Киев и цяла Русия (от 1326 г. седалището не е вече в Киев, а в Москва). Папа Евгений IV прави Исидор легат за цяла Русия и Литва, през 1439 г. кардинал и през 1440 г. кардинал-свещеник на Santi Marcellino e Pietro в Рим. През 1441 г. московският велик княз Василий II го сваля, след като той прокламирал в Кремъл църковния съюз. Исидор е последният гръцки митрополит на руската православна църква, която тогава се разделя от Константинопол. Исидор е затворен в затвор, успява обаче да избяга и през 1443 г. пристига в Рим. Папа Николай V (1447 – 1455) го изпраща заедно с 200 войника като легат в Константинопол.
При завладяването на Константинопол от турците той преоблечен избягва. В Рим през 1451 г. папа Николай го прави кардинал-епископ на Сабина. Папа Пий II (1458 – 1464) го издига дори на униатски архиепископ на Кипър и през 1458 г. на латински патриарх на Константинопол (да не се бърка с патриарх Исидорос от 14 век), където турците поставят обаче Генадий Схоларий.